# Wezmeh
La grotta Wezmeh (Persiano غار وزمه Ghār-e Wezme) è un sito paleontologico e archeologico in grotta nei pressi di Islamabad Gharb, Kermanshah, nell'Iran occidentale. Il sito è stato scoperto da un team di archeologi iraniani guidato dal Dr. Kamyar Abdi nel 1999. In seguito il sito è stato scavato nel 2001 dalla stessa squadra.
Un gran numero di resti fossili di animali e un dente umano del Paleolitico superiore è stato scoperto nella grotta. I resti umani sono stati studiati da Erik Trinkaus e Bruno Maureille. I resti animali appartengono alla volpe rossa, iena maculata, orso bruno, lupo, leone, leopardo, equidi, rinoceronti, ecc. I resti faunistici sono stati studiati dal Dr. Marjan Mashkour e dai suoi colleghi presso il Museo di Storia Naturale di Parigi.
Il dente umano, di un bambino di circa 8 anni noto come Wezmeh 1, inizialmente era stato attribuito ad un individuo di circa 250 000 anni fa (paleolitico superiore), ma successive analisi del 2019 hanno determinato che si trattava di resti riferibili ad un bambino Neandeterliano.